# William Empson

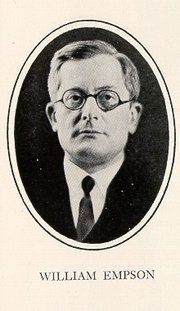
William Empson (um 1930)

Sir William Empson (* 27. September 1906 in Yokefleet Hall bei Kingston upon Hull; † 15. April 1984 in London) war ein britischer Dichter und Literaturkritiker. Er zählt zu den Hauptvertretern des britischen New Criticism.

## Leben
Empson wurde als Sohn von Arthur Reginald Empson von Yokefleet Hall, Yorkshire und dessen Frau Laura in die britische Landed Gentry geboren. Bereits früh zeigte er Interesse an Mathematik und er war ein guter Schüler, der Stipendien für die Winchester Public School und 1925 für das Magdalene College an der Universität Cambridge erhielt. Dort studierte er zunächst Mathematik, wechselte dann ins Fach Englisch bei I. A. Richards. Während des Studiums entstand sein erstes und bekanntestes literaturkritisches Werk, Seven Types of Ambiguity. Noch vor Beendigung des Studiums wurde Empson 1929 aufgrund von in seinen Räumlichkeiten gefundenen Verhütungsmitteln, was den damaligen Moralvorstellungen nicht entsprach, des College und der Stadt verwiesen. Er betätigte sich zunächst kurzzeitig als freier Journalist und Kritiker in Bloomsbury, ging dann aber für drei Jahre als Lehrer nach Japan. Mitte der 1930er Jahre kehrte er kurzzeitig nach England zurück um aber bald in Aussicht auf eine Lehrposition an der Peking-Universität nach China aufzubrechen. Dort wurde er vom Zweiten Japanisch-Chinesischen Krieg überrascht und er verbrachte die folgenden Jahre an der Vereinigten Südwest-Universität in Kunming. 1939 kehrte er nach England zurück und während der Kriegsjahre war er beim BBC. Bereits kurz nach dem Krieg kehrte er nochmals nach China als Lehrer an der Peking-Universität zurück. Da sich wegen des aufkommenden Kommunismus die Lehrbedingungen verschlechterten, ging er 1953 zunächst ans Gresham College nach London, bis ihm die Leitung der Fakultät für Englisch an der University of Sheffield angeboten wurde. Diese Position hatte er bis 1972 inne. 1974 wurde er in die American Academy of Arts and Letters und 1982 in die American Academy of Arts and Sciences aufgenommen. Seit 1976 war er Mitglied der British Academy.

## Lyrisches und literaturkritisches Werk
Empson wurde in seinem gesamten Schaffen als Lyriker und als Kritiker einerseits maßgeblich durch das mathematisch-naturwissenschaftliche Denken, das das geistige Klima in Cambridge bestimmte, beeinflusst, andererseits aber ebenso nachhaltig durch den neuen Stil geprägt, den T. S. Eliot in den 1920er Jahren mit der Wiederentdeckung der Metaphysical Poetry etablierte. Die 67 von ihm verfassten Gedichte veröffentlichte Empson in dem Band Collected Poetry, der zunächst 1949 und dann 1955 in einer erweiterten Fassung erschien. Alle diese Gedichte sind nicht das Ergebnis eines Augenblickserlebens, sondern haben einen durchdachten argumentativen und logischen Aufbau. Sie reflektieren eine spezifische Denkweise und zeigen ein hohes Maß an Selbstkontrolle sowohl im Hinblick auf die Ausarbeitung der Thematik wie auch in der Gestaltung der Form. Die Wahl von Gattungsbezeichnungen wie Aubade und Villanelle als Gedichttitel verdeutlicht, dass Empson traditionelle, kunstvolle metrische Formen für sein Werk bevorzugte. Trotz dieser Orientierung an klassischen Formen trug Empson zugleich zu dem modernen Manierismus mit einer Tendenz zum „dunklen Stil“ bei. So verknüpfte er in seinem lyrischen Schaffen Ambiguitäten und Paradoxa, suchte nach Bild- und Ideenverbindungen und verwob mit Raffinement und Kalkül Bilder und abstrakte naturwissenschaftliche Begrifflichkeiten. Seine Gedichte wurden häufig mit Wortlabyrinthen verglichen und sind ohne die vom Autor selbst hinzugefügten Anmerkungen oftmals kaum verständlich.
In seinem Wirken als Literaturkritiker stand Empson in Cambridge unter dem Einfluss von I. A. Richards und der von ihm entwickelten neuen Dichtungstheorie und Literaturkritik auf einer psychologischen Grundlage. Empson sah in der darauf aufbauenden Analyse der Organisation von psychischen Impulsen den geeigneten Ansatz für die Deutung von dichterischen Werken aus den unterschiedlichsten Epochen und Jahrhunderten. Sein 1930 bereits im Alter von 24 Jahren veröffentlichtes Buch Seven Types of Ambiguity galt als wegweisend und machte Empson mit einem Schlage als Kritiker berühmt. Bis in die heutige Zeit hat dieses Werk Empson einen herausragenden Platz in der vielgestaltigen Entwicklung der Literaturkritik des New Criticism gesichert.
Wenngleich die Zahl sieben in der Systematisierung der Ambiguitäten teilweise als relativ willkürlich kritisiert worden ist und manche der von Empson vorgelegten Interpretationen auf deutlichen Widerspruch oder scharfe Kritik gestoßen sind, hat Empson dennoch mit seiner Methode der Kritik und Interpretation das Bewusstsein und den Sinn der Leser für die Mehrdeutigkeit zentraler Begriffe und bildhafter Ausdrücke in der gesamten Tradition der englischsprachigen Dichtung geschärft. Eine Ergänzung seines ursprünglichen kritischen Ansatzes lieferte Empson mit seinem 1951 erschienenen Buch The structure of complex words sowie mit seinen stärker themenbezogenen Veröffentlichungen Some versions of pastoral (1935) und Milton‘s God (1961 und in revidierter Form 1965).
Seine literaturkritischen Untersuchungen führten zu Einladungen für Lehrtätigkeiten an der Universität von Tokio (1931 bis 1934) und an der National University in Peking (1937 bis 1939). Nach dem Zweiten Weltkrieg kehrte er nach China zurück und lehrte dort von 1947 bis 1952. Ab 1953 hatte er bis 1972 einen Lehrstuhl an der Universität Sheffield inne.
Trotz der scharfen Angriffe auf seine dichterischen Werke aufgrund ihrer obscurity übte Empson einen maßgeblichen Einfluss auf die jüngere englische Dichtergeneration bis in die Gegenwart aus. So griffen vor allem Autoren wie John Wain, Philip Larkin, Donald Davie, Alfred Alvarez und D. J. Enright auf seine poetischen Konzepte und Techniken zurück.

## Werke (Auswahl)